# Nasi lemak

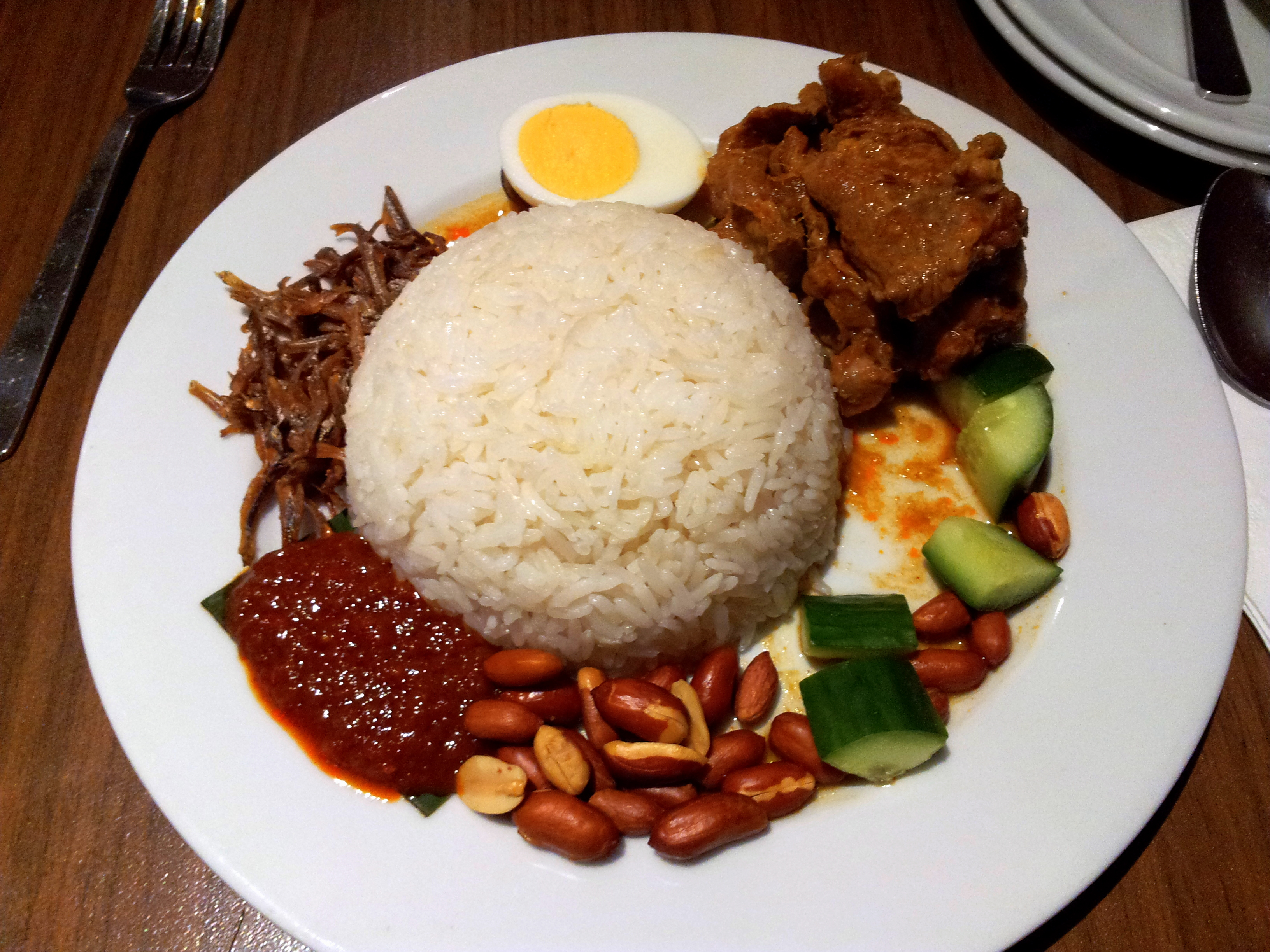
Nasi lemak servido com anchovas, amendoim, ovo, curry de cordeiro, legumes e sambal, em um restaurante

O nasi lemak é um prato originário da culinária malaia que consiste em arroz perfumado cozido em leite de coco, folha de pandanus, e ás vezes gengibre. Na forma mais básica, o nasi lemak é servido com sambal, ovo cozido, pepino fatiado (na crença de que neutraliza a ardência do sambal), anchovas fritas e amendoim frito. É considerado o prato nacional da Malásia. É também o prato nativo em áreas vizinhas com grandes populações malaias, como Cingapura, Brunei e sul da Tailândia . Na Indonésia pode ser encontrado em várias partes de Sumatra, especialmente nas regiões malaias de Riau, Ilhas Riau e Medan, bem como nos territórios externos da Austrália da Ilha Christmas e das Ilhas Cocos (Keeling), onde reside uma antiga população malaia. É considerado um prato essencial para um café da manhã típico malaio. Nasi lemak é apresentado como prato nacional na maioria dos folhetos de turismo e materiais promocionais do país. Nasi lemak são tradicionalmente embrulhados em folhas de bananeira, tipicamente nas barracas da estrada. São melhor comidos dentro de duas horas de preparação, pois o leite de coco no arroz estraga rapidamente.
Embora seja mais frequentemente encontrado no café da manhã, o nasi lemak também pode ser servido ao longo do dia em alguns restaurantes, preparado na hora com outras acompanhamentos como frango frito ou rendang (um tipo de carne braseado em leite de coco) para se tornar uma refeição mais substancial.

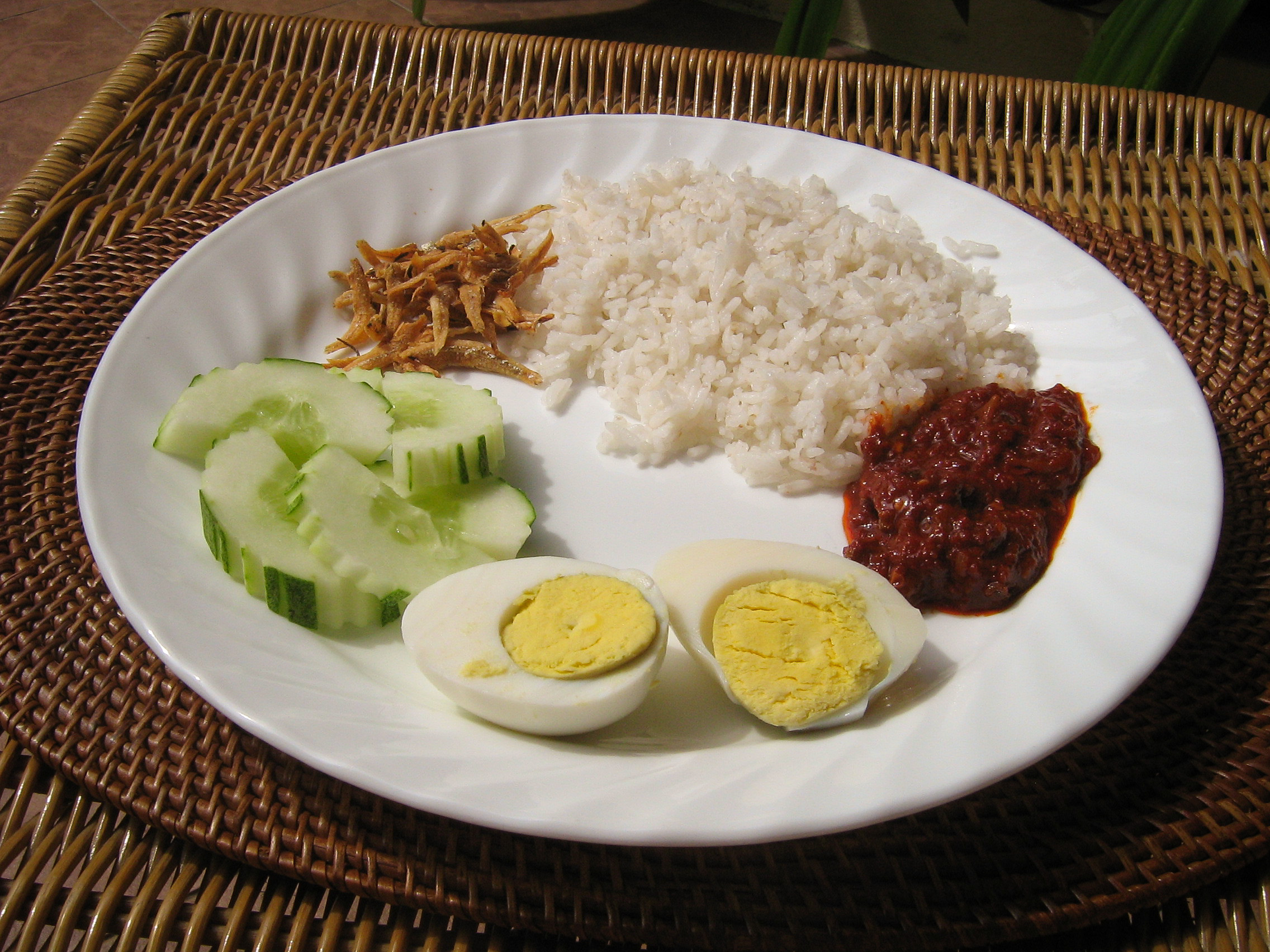
Um prato de nasi lemak tradicional, em versão mais básica: anchovas fritas, pepino, ovo cozido, e sambal